# 7233 Majella
7233 Majella eller 1986 EQ5 är en asteroid i huvudbältet som upptäcktes den 7 mars 1986 av den italienska astronomen Giovanni de Sanctis vid La Silla-observatoriet. Den är uppkallad efter Parco Nazionale della Majella i Italien.